# Conquering South America
Conquering South America är det amerikanska death metal-bandet Malevolent Creations första livealbum, utgivet 2004 av Arctic Music Group. Albumet är inspelat under deras turné i Brasilien, 2003. 

## Låtförteckning
1. "Eve of the Apocalypse" – 4:26
2. "Multiple Stab Wounds" – 3:26
3. "Manic Demise" – 3:16
4. "Blood Brothers" – 4:35
5. "Kill Zone" – 3:57
6. "Rebirth of Terror" – 3:39
7. "Slaughter of Innocence" – 3:56
8. "To Die Is at Hand" – 3:47
9. "Coronation of Our Domain" – 5:21
10. "Monster" – 2:43
11. "All That Remains" – 4:07
12. "Alliance of War" – 4:35
13. "Infernal Desire" – 3:19
14. "Living in Fear" – 3:15
15. "Malevolent Creation" – 5:36

## Medverkande
Musiker (Malevolent Creation-medlemmar)
- Phil Fasciana – gitarr
- Gordon Simms – basgitarr
- Rob Barrett – gitarr
- Tony Laureano – trummor
- Kyle Symons – sång

Andra medverkande
- Xaphan (Julian Hollowell) – live-ljud
- Joshua Bowens – omslagskonst